# شبیحه
شبیحه (عربی شامی: شَبِّيحَة ت.ت. 'ارواح') اصطلاحی محاوره‌ای و عموماً تحقیرآمیز برای گروه‌های شبه‌نظامی سوری و شرکت‌های نظامی خصوصی وفادار به حکومت بعث و خانواده اسد قبل از فروپاشی این رژیم است که به‌ویژه در مرحله اولیه جنگ داخلی سوریه استفاده می‌شد. با گسترش جنگ، بسیاری از گروه‌هایی که قبلاً «شبیحه» در نظر گرفته می‌شدند، در نیروهای دفاع ملی سوریه و سایر گروه‌های شبه‌نظامی، ادغام شدند.
ریشه این گروه‌ها به زمان حکومت حافظ اسد (۱۹۷۱–۲۰۰۰) برمی‌گردد. این نیروها در جریان اعتراضات ۲۰۱۱ سوریه نیز به تهدید و ارعاب، ضرب و شتم و قتل معترضان به حکومت بشار اسد متهم شده‌اند. مخالفان سوری آن‌ها را «جوخه‌های مرگ» نامیده و آن‌ها را مسئول قتل و شکنجه هزاران معترض در جریان این اعتراضات می‌دانستند. همچنین شبیحه در کشتار حوله، نقش قابل‌توجهی است.
این افراد به سلاح‌های سنگین مجهزند، بیشتر به جامعه علویان و دیگر اقلیت‌های چشمگیری، نظیر قبیله سنی بکاره در دیرالزور و قبیله سنی مذهب بری در حلب و دروزی‌ها تعلق دارند، و در کنار ارتش و واحدهای امنیتی می‌جنگند. «شبیحه» در اصل اسم جمع «شبیح» از ریشه شبح است و در زبان عربی سوری محاوره‌ای به معنی «اراذل و اوباش» است.
به گفته رئیس سازمان عربی حقوق بشر این افراد بیشتر در مناطق ساحلی مدیترانه همچون لاذقیه، بانیاس و طرطوس اقامت دارند، از طریق قاچاق در بندرهای این مناطق ارتزاق می‌کنند و با آغاز قیام سوریه از این نیروها برای سرکوب معترضان در شهرهای مرکزی همچون دمشق، حلب و حمص و مناطق مرزی مثل درعا در نزدیکی اردن، تلکلخ در مرز لبنان استفاده می‌شود. بیشتر اهالی سوریه معتقدند که شبیحه گروه‌های خوفناکی هستند که فعالیت خود را بدون هیچ‌گونه سازماندهی و رهبری انجام می‌دهند. این افراد از اوباش جنایتکار محلی، اعضای لباس شخصی نیروهای امنیتی، جاسوس‌ها، و حتی جوانان بیکار و فقر هستند و برای اولین بار در جریان قیام سال ۲۰۱۱ سوریه به گونه‌ای سازمانی برای کمک به حکومت وارد عمل شدند.
مها ابوشاما محقق سازمان عفو بین‌الملل معتقد است که شبیحه خاص کشور سوریه نیست و استفاده از چنین نیروهایی در جریان اعتراضات معروف به بهار عربی در سراسر خاورمیانه کاملاً مرسوم بوده است. وی مصر، تونس و اردن را از کشورهایی می‌داند که به‌طور گسترده از چنین آدمکش‌هایی بهره برده‌اند.
برخی هم معتقدند که نیروهای شبیحه در تحریک گروه‌های قومی و مذهبی علیه یکدیگر (علوی‌ها علیه سنی‌ها و مسیحیان علیه مسلمانان) نقش دارند تا از طریق به وحشت انداختن مردم از ناامنی، موجب حمایت آن‌ها از حکومت شوند. هرچند اعضای شبیحه به گروه‌های قومی و مذهبی مختلفی تعلق دارند اما بیشتر آن‌ها از جامعه علویان هستند که خانواده اسد و اکثر مقامات برجسته امنیتی کشور را شامل می‌شوند.
معترضان سوری معتقدند از شبیحه برای قتل نیروهای امنیتی و نظامی که از سرکوب تظاهرکنندگان امتناع می‌کردند، استفاده می‌شد.